# Santa Martina
Martina (... – III secolo) fu un'esponente del patriziato romano del terzo secolo la quale, secondo l'agiografia, fu martire cristiana sotto Alessandro Severo, sebbene la storiografia non accrediti tale imperatore di alcuna persecuzione nei confronti dei cristiani.
Venerata come santa dalla Chiesa cattolica, il suo culto si celebra il 30 gennaio.

## Agiografia e storia
Secondo una passio leggendaria la diaconessa Martina durante l'impero di Alessandro Severo fu arrestata per aver professato apertamente la sua fede e fu trascinata davanti a una statua di Apollo e poi davanti a una di Diana, e infine a una di Giove, facendo in ogni caso andare in pezzi la statua e crollare il tempio, per un terremoto o per un fulmine mandato da Dio.
Vana anche l'esposizione alle belve, dal momento che il feroce leone scatenato contro di lei miracolosamente parve ammansito e si accucciò ai suoi piedi come un animale domestico. Fu quindi sottoposta a tormenti (in particolare seviziata con uncini, in genere presenti nell'iconografia specifica della santa) e infine decapitata presso il X miglio della via Ostiense dove fu eretta una chiesa poi scomparsa. Da questo luogo furono successivamente traslate le reliquie presso la chiesa di Santa Martina insieme alle reliquie dei martiri Epifanio e Concordio che erano state  rinvenute nel medesimo luogo.
La storia è molto simile a quella di Santa Taziana (o Tatiana),  o di Santa Prisca.

## Culto
Le prime notizie storiche risalgono al VII secolo, quando papa Onorio I le dedicò nei pressi del Foro Romano una chiesa (l'attuale chiesa dei santi Luca e Martina, presso l'arco di Settimio Severo rifatta nel XVII secolo per opera di Pietro da Cortona).
La sua festa era celebrata nell'VIII secolo, ma il culto venne rivitalizzato solo dopo che la tomba dei tre martiri venne scoperta in alcuni scavi sotto l'antica chiesa del Foro Romano, nel 1634. La festa fu fissata al 30 gennaio da papa Urbano VIII, che ne fece anche una delle patrone della città di Roma.
Un proverbio lombardo recita: Santa Martina la tra giò gran farina ("Il giorno di Santa Martina dispensa farina").
Il culto di Santa Martina è molto presente a Martina Franca (Diocesi di Taranto). Incominciò nel 1730 quando l'allora cardinale Irido Caracciolo donò alla sua città natale Martina Franca una reliquia della martire, depositata nella Chiesa Matrice (l'attuale Chiesa Matrice Basilica minore Santuario Parrocchia di San Martino). Subito dopo nella stessa Chiesa Parrocchiale, si realizzò la statua e successivamente l'altare barocco in onore della santa (nel primo altare laterale del transetto a destra). Portando lo stesso nome della città, "Martina", dal 1730 ad oggi, le è stato conferito il grado e il titolo di compatrona, ma con festeggiamenti sobri e culto relativamente limitato al Comune stesso. Quest'ultimo è, infatti, poco conosciuto nel territorio e chi porta il nome di Martina festeggia l'onomastico nel giorno di San Martino di Tours l'11 novembre essendo il patrono del comune insieme con santa Comasia vergine e martire, festeggiati insieme nella prima decade di luglio.